# Kozly, Česká Lípa
Kozly là một làng thuộc huyện Česká Lípa, vùng Liberecký, Cộng hòa Séc.